# 鳥羽志摩農業協同組合

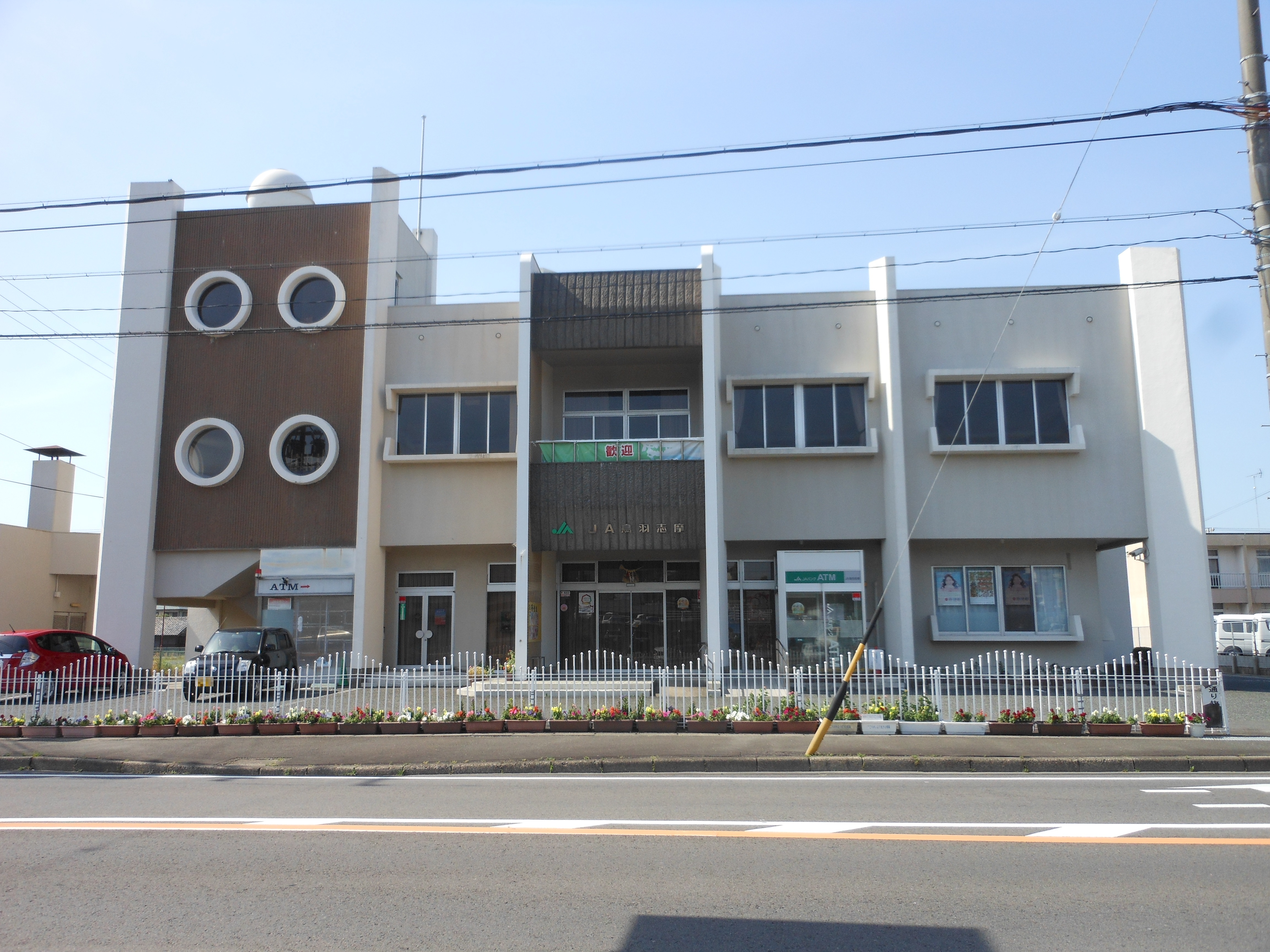
本店

鳥羽志摩農業協同組合（とばしまのうぎょうきょうどうくみあい）は、かつて三重県志摩市に本店を置いていた農業協同組合。通称はJA鳥羽志摩。1988年（昭和63年）4月に、鳥羽市、志摩郡（当時）にあった13の農協が合併して発足した。

## 概要
- 組合員数：13,245人
  - 正組合員：9,440人
  - 准組合員：3,805人
- 従業員数：295人（臨時職員を含む）
- 貯金及び積金：648億3177万円
- 販売品販売高：7億4015万円

## 沿革
- 1948年（昭和23年） - 以下の農業協同組合が発足した。
  - 鳥羽市域[1] - 菅島村農協・畔蛸農協・国崎農協・千賀農協・堅子農協・桃取村農協・加茂村農協・鳥羽農協・相差農協・今浦農協・本浦農協・答志村農協・石鏡農協
  - 志摩市阿児町域[2] - 鵜方農協・神明農協・国府農協・安乗農協・甲賀農協・奥農協・志島農協・立神農協
  - 志摩市磯部町域[3] - 磯部村農協・恵利原農協・的矢村農協・東神原農協
  - 志摩市志摩町域[4] - 片田農協・布施田農協・和具農協・越賀農協・御座農協
  - 志摩市大王町域[5] - 畔名農協・名田農協・波切農協・船越農協
  - 志摩市浜島町域[6] - 浜島農協・南張農協・桧山路農協・迫子農協
- 1962年（昭和37年）2月 - 磯部村農協・恵利原農協・的矢村農協・東神原農協の4農協が合併し、「磯部町農業協同組合」が発足した[7]。
- 1965年（昭和40年）4月1日 - 菅島農協・畔蛸農協・国崎農協・千賀農協・堅子農協・桃取農協・鳥羽農協・相差農協・今浦農協・本浦農協・答志農協・石鏡農協の12農協が統合し、「鳥羽市農業協同組合」が発足[8]。
- 1966年（昭和41年）3月31日 - 浜島農協・桧山路農協の両農協が合併し、「浜島農業協同組合」が発足した[6]。
- 1969年（昭和44年）3月31日 - 鵜方農協・神明農協・国府農協・安乗農協・甲賀農協・奥農協・志島農協の7農協が合併して、「阿児町農業協同組合」が発足した[9]。
- 1978年（昭和53年）5月1日 - 波切農協・名田農協の両農協が合併し、「波切農業協同組合」が発足[10]。
- 1981年（昭和56年）1月 - 浜島農協・南張農協・迫子農協の3農協が合併し、「浜島農業協同組合」が発足[11]。
- 1988年（昭和63年）4月1日 - 鳥羽志摩地域の13農協（鳥羽市農協・加茂農協・阿児町農協・立神農協・磯部町農協・片田農協・布施田農協・和具農協・越賀農協・畔名農協・波切農協・船越農協・浜島農協）が合併し、「鳥羽志摩農業協同組合」が発足。
- 1991年（平成3年） - 磯部支店いちご部会が朝日農業賞を受賞する[12]。
- 1995年（平成7年）4月 - 支店の整理統合を実施、的矢支店を廃止[13]。
- 2014年（平成26年）10月14日 - 鳥羽磯部漁業協同組合と協同で鳥羽マルシェを開業[14]。
- 2019年（平成31年）4月 - 三重南紀農業協同組合とともに伊勢農業協同組合に吸収合併されたことに伴い解散[15]。

## 本支店
- 志摩市
  - 本店 - 阿児町鵜方2042-5（北緯34度19分47秒 東経136度49分53秒 / 北緯34.32972度 東経136.83139度）
  - 阿児支店・あぐり阿児店
    - 阿児支店安乗
    - 阿児支店甲賀
    - 阿児支店立神
    - 阿児支店あぐり国府

  - 磯部支店
    - 磯部支店あぐり川辺

  - 志摩支店
    - あぐり志摩
    - 志摩支店越賀

  - 大王支店
    - 大王支店小坂・あぐり小坂店
    - 大王支店船越

  - 浜島支店
    - 浜島支店あぐり迫子

- 鳥羽市

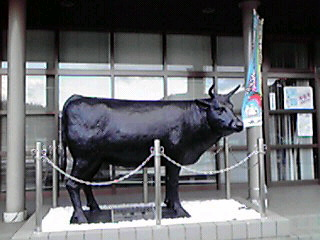
鳥羽支店前の加茂牛像
（2009年1月3日撮影）

  - 鳥羽支店・あぐり鳥羽店 - 入り口に加茂牛の像が置かれている。
    - 鳥羽支店中之郷
    - 鳥羽支店あぐり石鏡
    - 鳥羽支店あぐり菅島
    - 鳥羽支店あぐり桃取
    - 鳥羽支店相差

## 主な産物
- 米 - コシヒカリ（ブランド名は珠光）
- いちご - 品種はレッドパールと章姫
- トマト
- メロン - 地域ブランド「南張メロン」
- 加茂牛 - 主に三重県内で流通
- 船越味噌・醤油
- きんこ - 甘藷を干したもの（干しいも）

## 主な事業
- 朝市 - 志摩市内の支店で定期的に開いている。
- 葬祭事業 - 自宅葬と2つの葬祭会館（虹のホールとばしま、虹のホールしま）での会館葬を取り扱う。
- 不動産事業 - 賃貸や土地のほか、「JAの街 大王五人畑」の分譲を行っている。
- JAまつり - 毎年12月に阿児アリーナで開かれる催し。農産物の販売やローカルヒーローのショーなどがある。
- 長沢育種苗施設 - いちご狩り体験ができる。